# Jean Valjean
 (octobre 2021).
Jean Valjean est l'un des principaux personnages du roman Les Misérables de Victor Hugo.
Jean Valjean est le personnage central qui lie différentes histoires du cycle des Misérables. Son profil psychologique évolue au fil du temps, des rencontres qu'il fait, constituant la preuve de la bonté universelle et de la capacité à s'améliorer que possède chaque être humain.

## Biographie
Jean Valjean est né dans une famille de pauvres paysans de la Brie en 1769. Il a perdu ses parents quand il était jeune et c'est sa sœur Jeanne qui l'a élevé. Son père s'appelait comme lui, Jean Valjean ou Vlajean, contraction de « Voilà Jean », et était également émondeur. Il s'est tué en tombant d'un arbre. Sa mère s'appelait Jeanne Mathieu. Elle mourut des suites d'une fièvre de lait mal soignée.

### 25 ans (en 1794)
Après la mort de son beau-frère en 1794, c'est à lui de nourrir la famille. Sa sœur a sept enfants, le plus jeune a un an et le plus âgé, huit. Valjean est doté d'une force herculéenne et il est très adroit au tir, mais il ne sait ni lire, ni écrire. Il ne gagne que 18 sous dans la saison de l'émondage, le reste de l'an il fait ce qu'il peut en travaillant comme garçon de ferme, bouvier, etc.

### 26 ans (en 1795)
À 26 ans, en 1795, un hiver très froid entraîne la famille Valjean dans la disette : « Un dimanche soir, Maubert Isabeau, boulanger sur la place de l'église, à Faverolles, se disposait à se coucher, lorsqu'il entendit un coup violent dans la devanture grillée et vitrée de sa boutique. Il arriva à temps pour voir un bras passer à travers un trou fait d'un coup de poing dans la grille et dans la vitre. Le bras saisit un pain et l'emporta. Isabeau sortit en hâte ; le voleur s'enfuyait à toutes jambes : Isabeau courut après lui et l'arrêta. Le voleur avait jeté le pain, mais il avait encore le bras ensanglanté. C'était Jean Valjean ».

### 27 ans (en 1796)
En 1796, à 27 ans, Jean Valjean est condamné à cinq ans de bagne pour ce vol. La punition est aussi lourde parce qu'il est connu qu'il était quelque peu braconnier. Sa chaîne est ferrée le 22 avril 1796 à Bicêtre le jour où « on cria dans Paris la victoire de Montenotte remportée par le général en chef de l'armée d'Italie, que le Directoire aux Cinq-Cents, du 2 floréal an IV, appelle Buona-Parte ». 27 jours (donc, le 19 mai) plus tard, il arrive à Toulon. Au bagne, il sera le numéro 24601.
On ne saura presque plus rien de sa sœur. Seulement, dans la quatrième année de son emprisonnement, Valjean apprend que sa sœur vit à Paris, rue de Geindre. Elle travaille dans une imprimerie, rue du Sabot, et n'a plus avec elle que le garçon le plus jeune. Cet enfant a la chance de pouvoir aller à l'école mais sa mère commence à travailler à six heures et l'école n'ouvre qu'à sept heures. Par conséquent, l'enfant doit attendre une heure dans la rue. C'est la dernière chose qu'on saura de la famille de Jean Valjean.
Au bout de quatre ans (alors dans les premiers mois de 1800), Valjean tente de s'évader, mais on le capture deux jours plus tard. Il est condamné à trois ans de plus. Lors de sa deuxième tentative d'évasion, en 1802, il essaie de résister, en conséquence de quoi il est condamné à cinq ans de plus, dont deux à la double chaîne. Il essaye de s'évader encore deux fois dans sa dixième (1806) et sa treizième (1809) année mais ne réussit pas son évasion et reçoit, les deux fois, une prolongation de peine de trois ans. À quarante ans, donc en 1809, il apprend à lire dans l'école du bagne.

### 46 ans (1815)

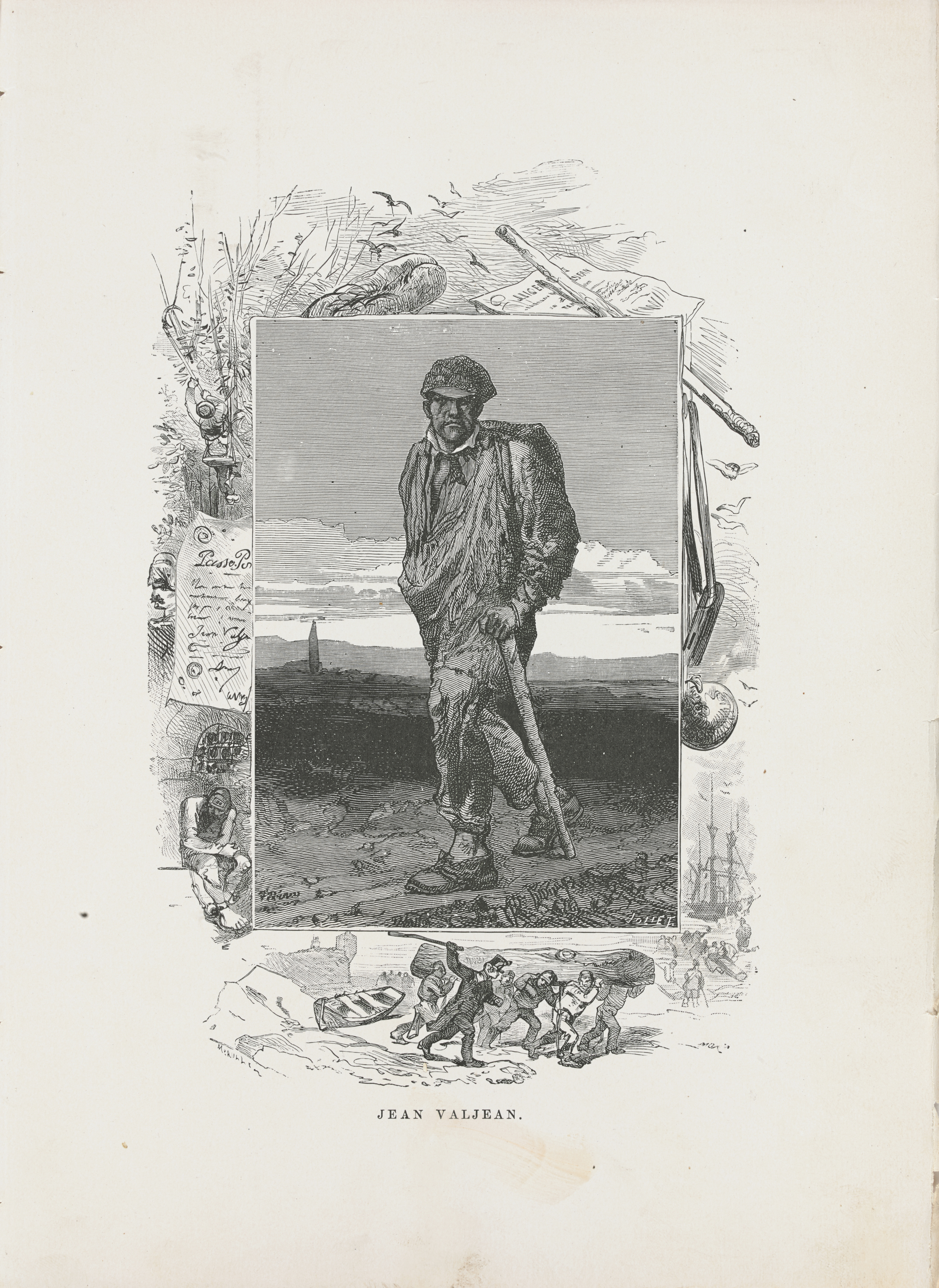
Jean Valjean à sa sortie du bagne en 1815.
Illustration de Gustave Brion, 1862.

Après dix-neuf ans enfermé au bagne de Toulon, il est enfin libéré dans les premiers jours d'octobre 1815. Il sort du bagne hardi et l'esprit plein de rancune envers la société qui lui a causé tant de mal. Il a compris ce qu'il a fait de mal mais, pour un crime si petit, il trouvait la punition exagérée. Il n'aspire qu'à se venger de cette société.

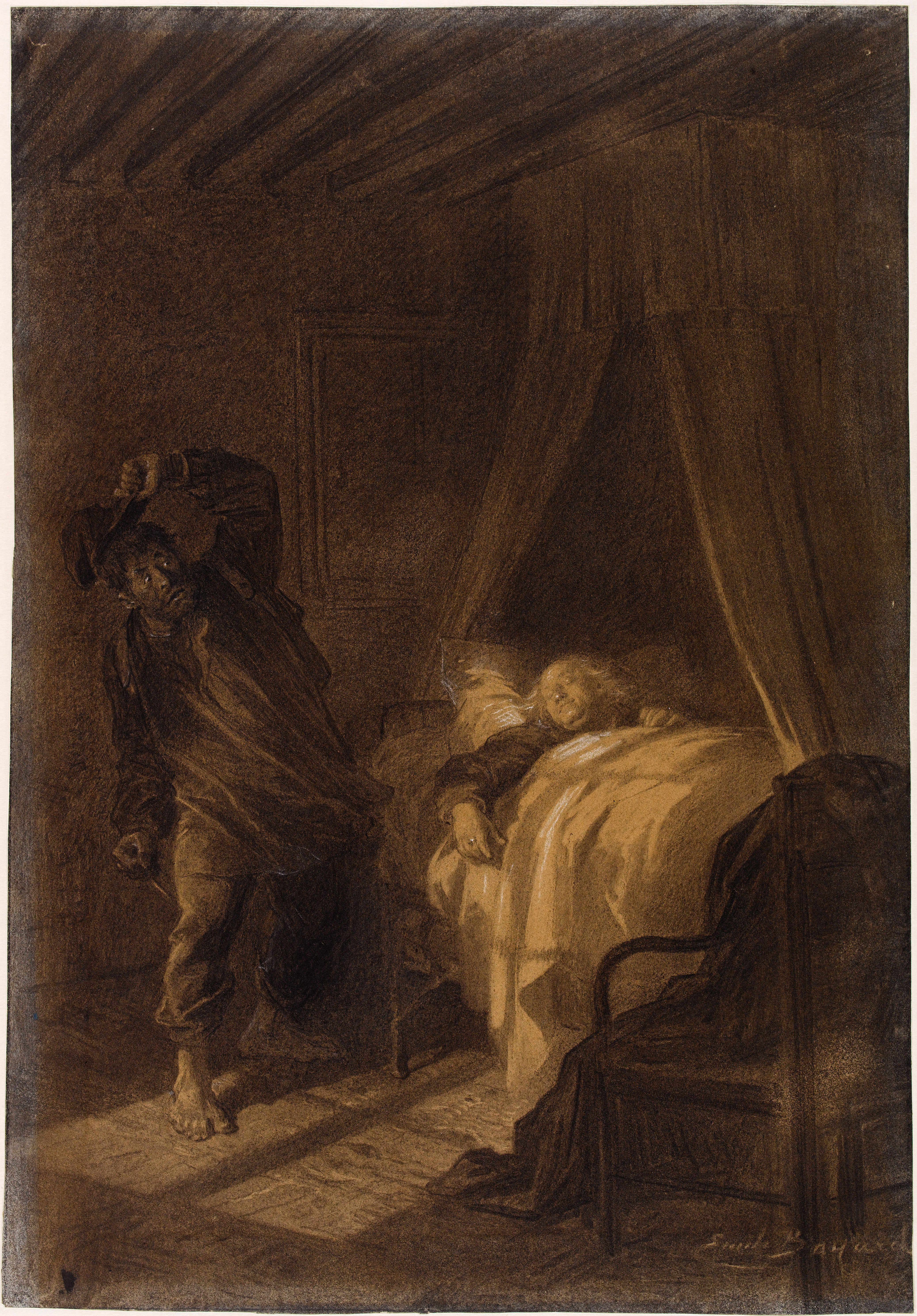
Son chandelier de fer aiguisé à la main, Jean Valjean se trouble devant l'expression sereine de l'évêque Myriel endormi.
Illustration d'Émile Bayard.

On lui remet le passeport jaune des forçats libérés et son salaire pour dix-neuf ans : avec un demi-sou, après 19 ans, cela devrait faire 171 francs, mais à cause de diverses retenues locales on ne lui donne que 109 francs et 15 sous. Il se sent volé. Le passeport jaune ne facilite pas les choses, car il le discrédite aux yeux des autres. Ainsi, il n'est payé que la moitié quand il travaille et on l'expulse des auberges où il demande à passer la nuit. Quatre jours après sa libération, il s'arrête à Digne. Après avoir été chassé de partout et erré toute la journée, il trouve asile le soir chez l'évêque Myriel, surnommé Monseigneur Bienvenu. Celui-ci l'accueille charitablement, malgré sa condition d'ancien forçat, en lui offrant le souper et un bon lit. Mais Valjean s'éveille au milieu de la nuit, cède à ses mauvais instincts et s'enfuit en volant des couverts en argent, non sans avoir été troublé par l'expression douce et sereine de son hôte endormi.
Le lendemain matin, Valjean est arrêté par les gendarmes qui le ramènent chez l'évêque. Celui-ci, pour le sauver, assure aux gendarmes qu'il lui a fait cadeau de ces couverts. On relâche donc Valjean. L'évêque lui donne également deux chandeliers en argent, puis l'adjure de se rédimer : « N'oubliez pas, n'oubliez jamais que vous m'avez promis d'employer cet argent à devenir un honnête homme. Jean Valjean qui n'avait aucun souvenir d'avoir rien promis, resta interdit ».
Perturbé, Valjean quitte Digne. Il sent en lui un changement provoqué par l'acte et les paroles de l'évêque mais il n'est pas tout à fait prêt à renoncer à se venger de la société. Dans une plaine, assis et perdu dans ses pensées, il recouvre de son pied une pièce de 40 sous que Petit-Gervais, un jeune ramoneur savoyard qui passait à ce moment, venait de faire tomber. Irrité par l'enfant qui lui demande de lui rendre sa pièce, il le fait fuir. Quand il voit la pièce et réalise ce qu'il vient de faire, il se désespère et se perçoit comme un voleur. Pour la première fois après dix-neuf ans, l'ancien bagnard se met à pleurer. Ce sera son dernier forfait et il décide de devenir un homme honnête. Mais, aux yeux de la justice, ce vol en fait un récidiviste.
Au mois de décembre de la même année 1815, un homme arrive à Montreuil-sur-Mer et sauve deux enfants d'un incendie. Il est alors très respecté et, de ce fait, on ne pense pas à lui demander ses papiers d'identité. Cet homme, qui dit s'appeler « le père Madeleine », crée une fabrique de verroteries en 1816 et devient un industriel apprécié (sa production est remarquée à l'exposition de l'industrie de 1819 et on lui décerne la Légion d'honneur qu'il refuse). Il accepte enfin de devenir maire de la ville en 1820 après avoir refusé cette fonction une première fois en 1819. On nous raconte beaucoup sur cet homme très charitable, il s'enrichit avec sa manufacture, mais n'oublie jamais les pauvres : « Il avait toujours ses poches pleines de monnaie en sortant et vides en rentrant ». Il fait construire deux écoles, il en sait beaucoup sur les plantes et sur les animaux, quand on a besoin d'aide, il donne volontiers un coup de main, il est très adroit au tir et invite les petits ramoneurs savoyards de passage à Montreuil.

### 52 ans (1821)
Bientôt, il est l'objet de toutes les rumeurs de la ville, encore plus dans l'année 1821, après que le journal a annoncé la mort de « Monseigneur Bienvenu ». Deux filles, cédant à leur curiosité, lui demandent enfin de voir sa chambre (objet de toutes sortes de spéculations) pour finalement être déçues ; la chambre est bien laide, à l'exception de deux magnifiques chandeliers d'argent.

### 54 ans (1823)
Muté à Montreuil, l'inspecteur de police Javert, qui : « avait dans sa jeunesse été employé dans les chiourmes du midi », commence à avoir des soupçons. Il remarque une certaine ressemblance physique entre monsieur le maire et Jean Valjean. Il note que personne ne sait d'où il vient et que monsieur Madeleine a fait des recherches à Faverolles, le village natal de Jean Valjean. Il remarque aussi qu'il traîne la jambe droite, jambe à laquelle on attache la chaîne de pied des forçats. Ses soupçons se confirment quand, un jour, il voit M. Madeleine soulever une charrette renversée sur son conducteur, le père Fauchelevent. Javert ne connaît qu'un seul homme disposant d'une telle force, Jean Valjean. À la suite de cet accident, Fauchelevent reste handicapé, mais le maire lui trouve un emploi de jardinier au couvent du Petit-Picpus à Paris.
À la suite d'une querelle avec le maire qui prend la défense de la fille publique Fantine, Javert, vaincu et indigné, dénonce aux autorités le maire comme étant Jean Valjean.
Parallèlement, on apprend qu'un vagabond qu'on soupçonne être Jean Valjean vient d'être arrêté. Javert demande alors un entretien au maire et lui avoue l'avoir dénoncé à tort comme étant le forçat Jean Valjean, mais que l'on vient d'identifier le vrai Jean Valjean qui vivrait sous le nom de Champmathieu. Ce dernier va d'ailleurs bientôt être jugé à Arras. Javert demande à M. Madeleine d'être destitué de ses fonctions à cause de son erreur, mais Madeleine refuse.
Ce n'est que maintenant que Hugo dévoile enfin le personnage de Madeleine : « Le lecteur a sans doute deviné que M. Madeleine n'est autre que Jean Valjean ».
En même temps, il lui faut s'occuper de Fantine, qu'il fait soigner dans son hôpital. Il écrit plusieurs fois aux Thénardier, chez lesquels se trouve Cosette, pour les pousser à l'amener à Montreuil. Mais Thénardier, espérant d'avoir encore plus d'argent, la retient. Madeleine venait de décider d'aller chercher lui-même Cosette au moment où Javert se présentait à son bureau au sujet de l'affaire Champmathieu.

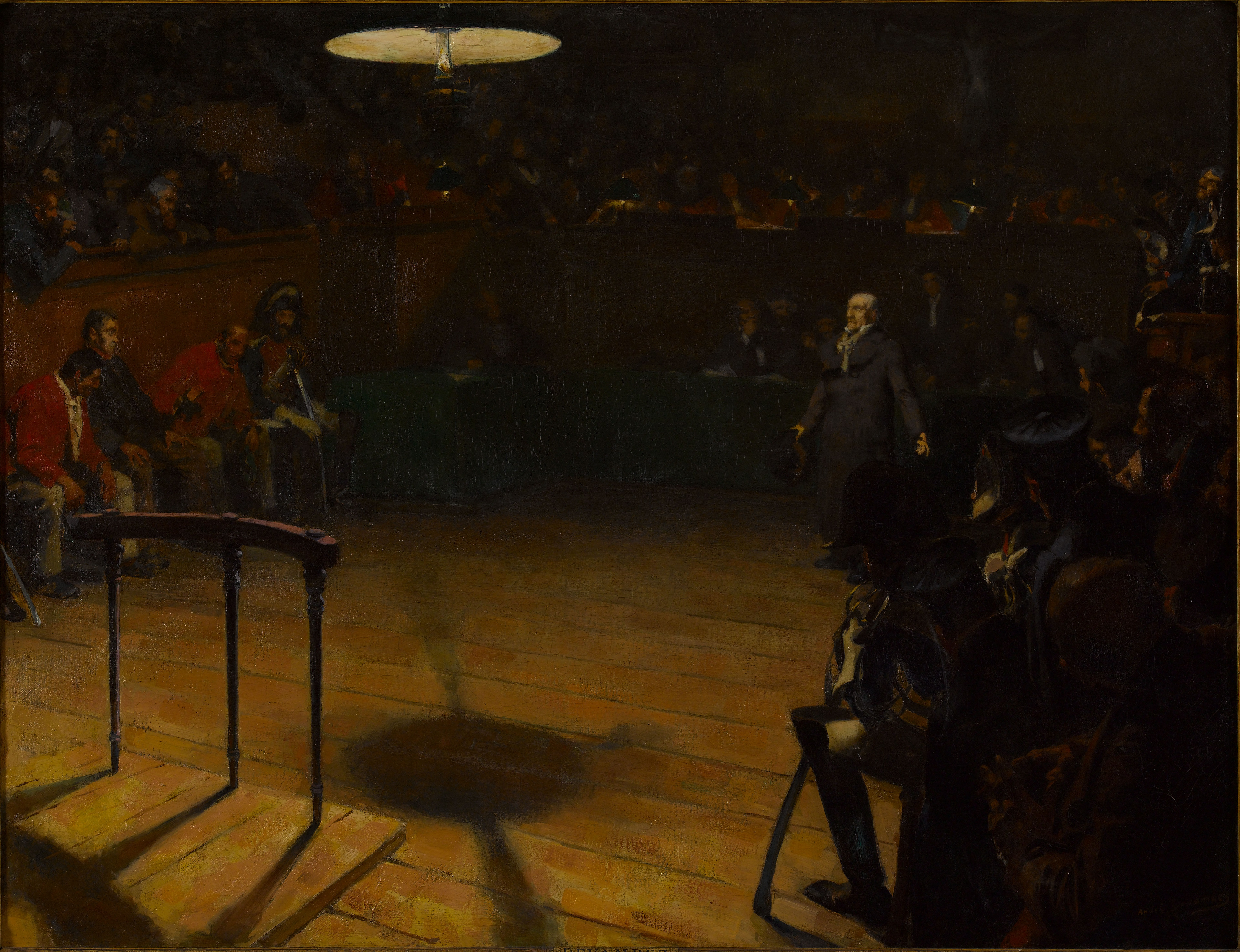
« Monsieur Madeleine » dévoile son identité devant la cour d'assises d'Arras afin de sauver Champmathieu du bagne.
Toile d'André Devambez, maison de Victor Hugo, vers 1903.

Alors qu'il est pressé de ramener Cosette à Fantine, Valjean se trouve face à un dilemme : laisser condamner un innocent à sa place ou se dénoncer et être condamné au moins à perpétuité. À l'issue d'une longue nuit d'insomnie (« Une tempête sous un crâne ») sa conscience le pousse à se rendre au tribunal d'Arras sans avoir décidé quoi faire. Son parcours est entravé et ralenti par plusieurs difficultés, il semble qu'il n'arrivera jamais à temps à Arras, et c'est aussi ce qu'il espère, mais il n'aura pas cette chance. Lorsqu'il entre au tribunal, on est en train de prononcer le jugement et il décide enfin de se dénoncer. Il rencontre d'abord la difficulté de faire admettre qu'un maire a été un bagnard : il lui faut fournir un grand nombre d'explications avant qu'on le croie enfin. Dans la confusion qui s'ensuit, Valjean part pour Montreuil sans être empêché. Champmathieu, le faux Valjean, est relâché.

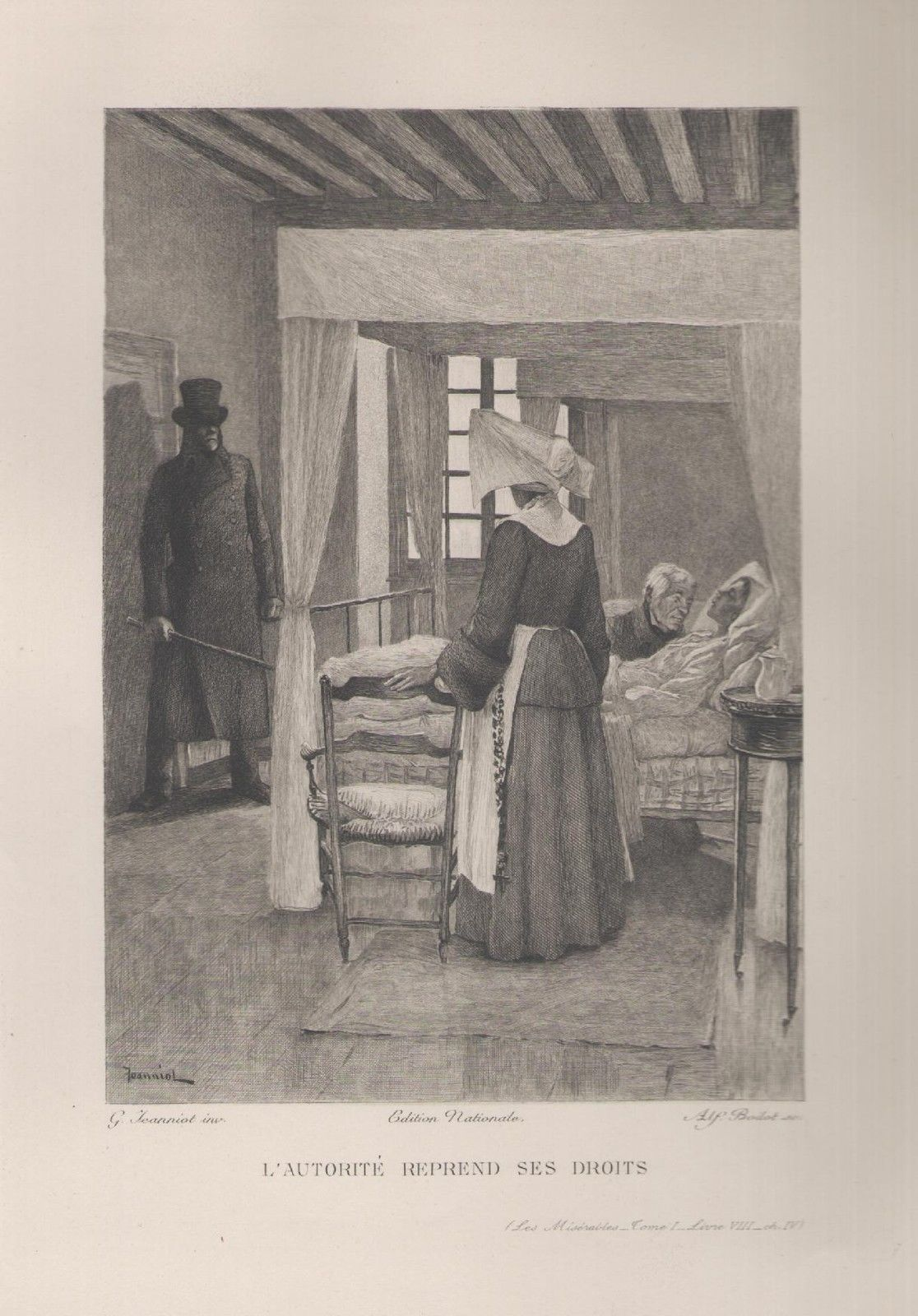
Jean Valjean murmure avec douceur des paroles inaudibles au cadavre de Fantine tandis que Javert et la sœur Simplice assistent à la scène.
Illustration de Pierre Georges Jeanniot, 1891.

Valjean se rend à l'hôpital pour prendre des nouvelles de la santé de Fantine. C'est la sœur Simplice qui, effarée, constate que les cheveux de Valjean sont devenus tout blancs durant sa nuit de crise de conscience. Mais, considérant le mensonge comme un péché, elle refuse de raconter à Fantine, comme il le lui demande, qu'il lui a ramené Cosette. C'est donc lui-même qui se charge de dire à Fantine que sa fille est là, mais qu'elle ne peut pas la voir pour l'instant à cause de sa santé. C'est à ce moment que Javert fait irruption pour arrêter Valjean. Fantine, à demi délirante, ne comprend rien à la situation. Javert, énervé, lui révèle l'identité de Valjean pour la faire taire. Fantine meurt sous le choc des révélations, surtout d'apprendre que sa fille est toujours loin d'elle. Valjean demande alors à Javert trois jours pour aller chercher Cosette. Mais le policier, étranger à tout humanisme, refuse et l'arrête. Valjean, après avoir promis devant le lit de la morte de s'occuper de Cosette, se laisse appréhender, mais grâce à son expérience de l'évasion du temps où il était bagnard, il s'enfuit de la prison de Montreuil le soir même. Il devra cependant la liberté à la sœur Simplice qui ment spontanément deux fois de suite à Javert lancé à sa poursuite.
Trois ou quatre jours plus tard, après avoir réussi à cacher sa fortune qui s'élève à 630 000 francs, il est de nouveau capturé et condamné à mort. Mais sa peine sera commuée en emprisonnement à perpétuité compte tenu de la fonction de maire qu'il a exercée et aux bienfaits prodigués à la ville de Montreuil.
Il est donc ramené au bagne de Toulon, cette fois écroué sous le numéro 9430.
Deux mois plus tard, le 16 novembre 1823, travaillant sur le vaisseau l'Orion en rade de Toulon et après avoir sauvé un matelot, Valjean tombe à la mer. Comme on ne retrouve pas son corps, on le croit mort et on ne le recherche plus.

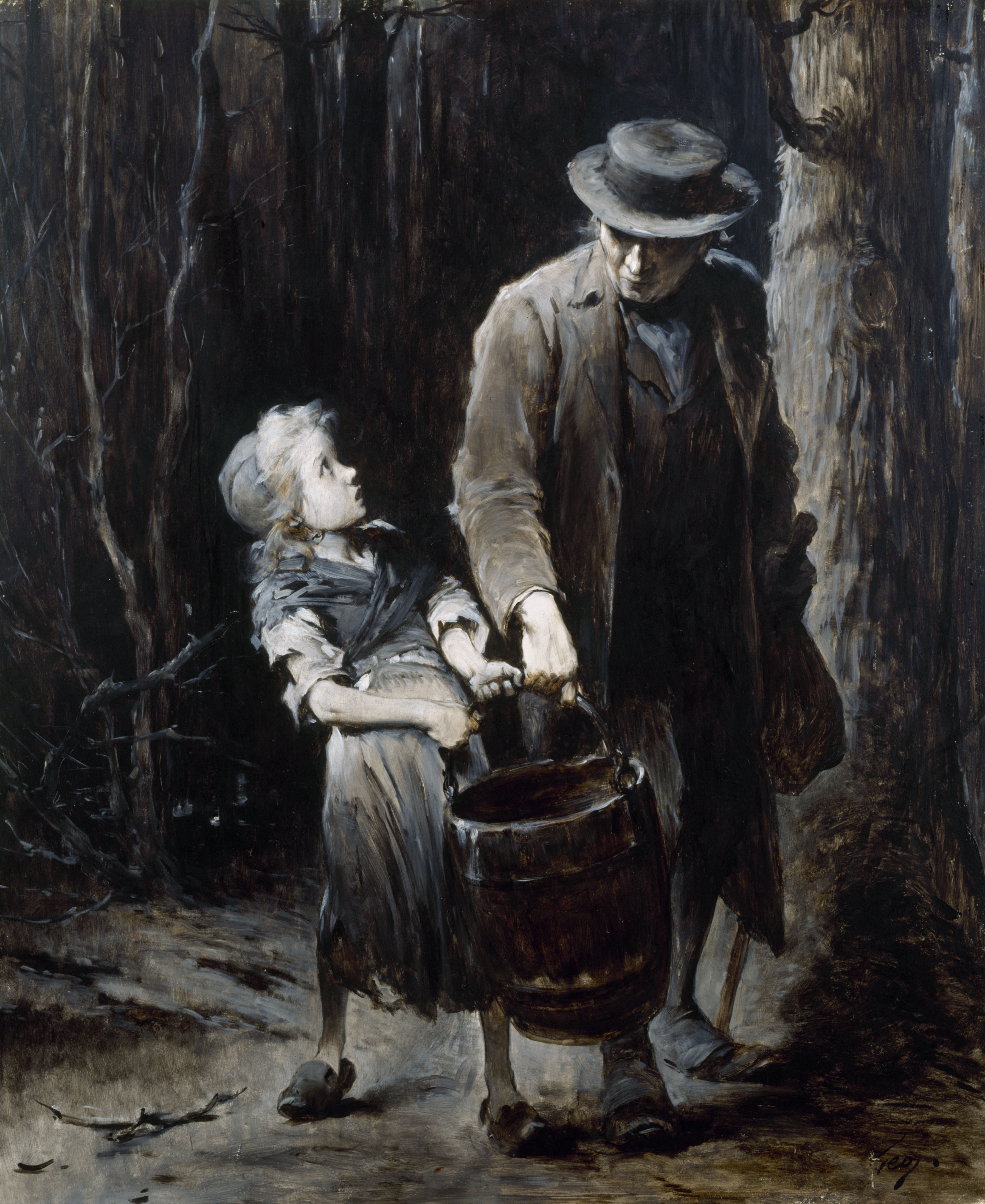
Jean Valjean aide Cosette à porter son seau dans la forêt de Montfermeil.
Toile de Jean Geoffroy, maison de Victor Hugo, vers 1879-1882.

Le soir de Noël, un homme dans un manteau jaune arrive à Paris. Il semble chercher un logement. Plus tard, on le voit à Montfermeil où il disparaît dans la forêt. La petite Cosette, envoyée en pleine nuit par la Thénardier pour chercher de l'eau à la source au fond des bois, le rencontre. Il l'aide à porter son seau jusqu'à l'auberge où il s'arrête pour passer la nuit. Toute la soirée, il ne quitte pas Cosette des yeux. Il achète le temps de travail de Cosette aux Thénardier pour qu'ils la laissent jouer. Tout en la protégeant des coups de la Thénardier, il offre à Cosette une magnifique poupée. Le matin suivant, il persuade les Thénardier de lui laisser emmener Cosette en la leur rachetant 1 500 francs. L'homme et la fillette partent pour Paris. Bien sûr, « l'homme jaune » n'est autre que Jean Valjean. Il s'était volontairement laissé tomber du vaisseau l'Orion à la mer pour qu'on le croie mort et pour pouvoir ensuite regagner Paris.
Valjean et Cosette se réfugient dans l'un des quartiers alors les plus déserts de Paris, boulevard de l'Hôpital, où ils vivent cachés dans la masure Gorbeau, tout ce qu'il y a de plus pauvre afin de passer inaperçus. Cosette ne sait toujours rien de son identité. Ils y vivent heureux : Cosette joue, Valjean lui apprend à lire et, par sécurité, ils ne sortent qu'au crépuscule pour faire de longues promenades dans Paris.
Javert, qu'on a rappelé à Paris après l'évasion de Valjean à Montreuil, découvre la piste de Valjean : les Thénardier ont raconté une histoire qu'ils appellent « l'enlèvement » de Cosette et Javert entend parler d'un « Mendiant, qui fait l'aumône ». C'est en se déguisant lui-même en mendiant qu'il vérifie que ce mendiant est bien Valjean lorsque celui-ci lui fait l'aumône.
Valjean reconnaît Javert s'introduisant un soir dans la maison en se faisant passer pour un nouveau locataire. Valjean et Cosette s'enfuient la même nuit, avec Javert et toute une équipe de policiers à leurs trousses. Javert croit finalement tenir Jean Valjean qui a fait l'erreur de s'engager dans un cul-de-sac. Mais Valjean, grâce à sa force et son savoir-faire d'évadé, réussit à franchir un haut mur tout en soulevant Cosette, et Javert perd leur trace. Ce mur abrite le couvent du Petit-Picpus où Valjean retrouve Fauchelevent qu'il prie de les aider. Ils décident de faire passer Valjean pour « Ultime Fauchelevent », le frère du vieux Fauchelevent. Mais un problème se pose : pour être admis dans le couvent, il faut y entrer par la porte et Valjean ne peut pas sortir, car Javert surveille le quartier. La nuit, une sœur vient de mourir et les religieuses veulent l'enterrer dans le caveau sous l'autel, ce qui est interdit par le gouvernement. Fauchelevent négocie l'opération avec la mère supérieure en échange de l'admission de « son frère » comme second jardinier. La bière du gouvernement sort du couvent pour être ensevelie au cimetière de Vaugirard ; elle est censée contenir la dépouille de la religieuse décédée alors que Valjean a pris sa place, tandis que Fauchelevent sort avec Cosette cachée dans sa hotte. « Ultime Fauchelevent et sa fille Cosette » peuvent donc ensuite se présenter au couvent où ils sont officiellement admis : lui comme second jardinier et elle comme élève de l'école religieuse.

### 60, 61 ans (1829, 1830)

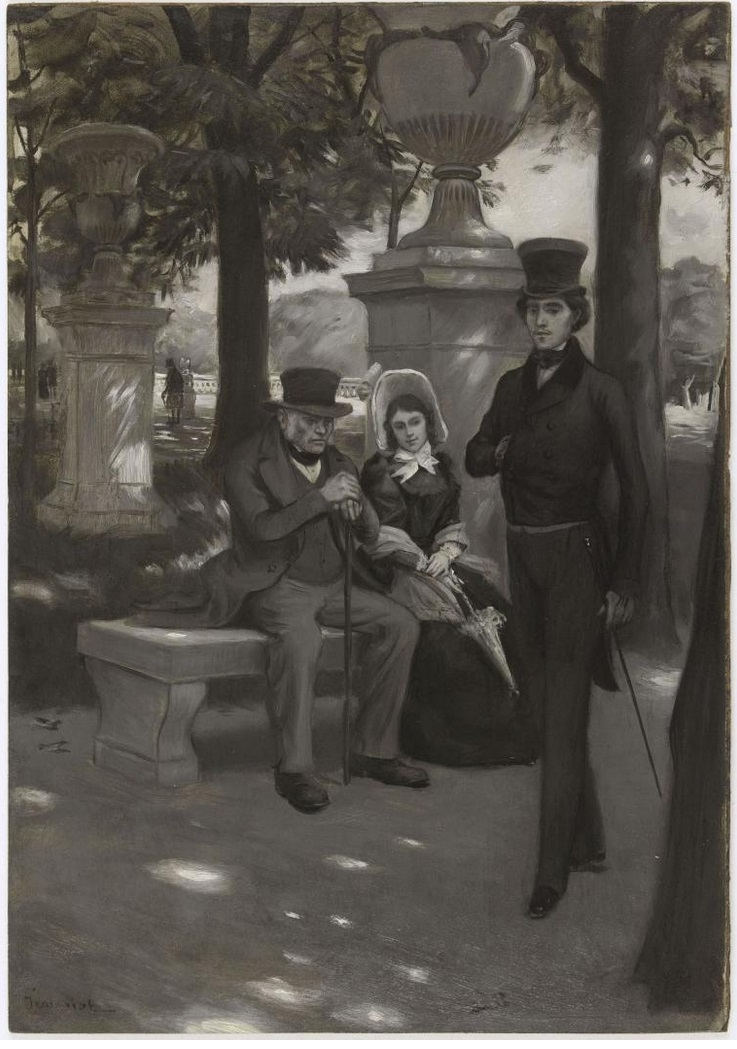
Jean Valjean, Cosette et Marius Pontmercy au jardin du Luxembourg.
Illustration de Pierre Georges Jeanniot, 1891.

Ils ne quittent le couvent qu'à la mort du vieux Fauchelevent, en octobre 1829. Cosette vient d'avoir 14 ans.
Jean Valjean loue plusieurs maisons dans Paris pour pouvoir rapidement déménager en cas de problème. Il s'installe d'abord dans sa maison de la rue de l'Ouest parce que, située à proximité du jardin du Luxembourg, elle offre l'agrément de pouvoir faire des promenades quotidiennes avec Cosette dans ce jardin, surtout dans ses allées les moins fréquentées, Valjean se sachant toujours recherché par Javert.
On est au début de l'an 1830. Cosette rencontre souvent un jeune étudiant, Marius, lors de ses promenades avec Valjean au jardin du Luxembourg. Mais ce n'est qu'un jour de juin 1831 que Cosette et Marius vont croiser leurs regards amoureux. Ils ne pensent plus que l'un à l'autre. Valjean l'ignore d'abord, mais Marius est assez maladroit pour les suivre afin de découvrir où ils habitent. C'est là que Valjean commence à comprendre que Marius est amoureux de Cosette. Il lui tend des pièges auxquels Marius se laisse prendre. Valjean décide de déménager et de ne plus retourner au Luxembourg. Mais il ne se doute pas que Cosette est aussi amoureuse, parce qu'elle sait le cacher bien mieux que Marius.

### 62 ans (1831)
Valjean et Marius, plus que Cosette, vont vivre de nombreux événements. En octobre 1831, lors d'une promenade, Cosette et Valjean sont les témoins d'une scène horrible. Ils voient passer la Cadène, le départ pour Toulon des forçats enchaînés par le cou. Valjean, effrayé et pétrifié, n'arrive pas à répondre aux questions de Cosette, il l'entend seulement dire qu'elle mourrait de peur si elle rencontrait l'un de ces hommes sur son chemin.
On retrouve Thénardier qui a fait faillite à Montfermeil en 1828 et qui demeure déjà depuis plusieurs mois avec sa famille à Paris. Un jour de février 1832, Thénardier reconnaît dans « le monsieur bienfaisant de l'église Saint-Jacques-du-Haut-Pas » conduit par sa fille Éponine jusque dans son taudis pour lui faire la charité, l'homme qui était venu chercher Cosette à Montfermeil. Il prépare un guet-apens avec la bande Patron-Minette pour forcer Valjean à lui donner de l'argent. À la faveur de la bousculade générale provoquée par l'irruption de Javert et de ses policiers dans le bouge, Valjean réussit à s'enfuir sans être aperçu par ce dernier. Celui-ci, qui avait été alerté par Marius, voisin des Thénardier, se dit que le meilleur lui a peut-être échappé. Ces dramatiques circonstances ont néanmoins permis à Marius de retrouver la trace de Cosette avec l'aide d'Éponine, l'aînée des enfants Thénardier qui est amoureuse de lui.

### 63 ans (1832)
Au début du mois de juin 1832, Valjean, de plus en plus inquiet en raison d'étranges évènements, songe à partir pour l'Angleterre avec Cosette. Le 5 juin, il découvre que Cosette est amoureuse en déchiffrant, grâce à un buvard qui en a gardé l'empreinte, les mots d'une lettre désespérée qu'elle a écrite à Marius.
Ce 5 juin 1832, des émeutes ont éclaté dans Paris lors des obsèques du Général Lamarque. Marius est sans nouvelle de Cosette car la lettre de celle-ci a été interceptée par Éponine, jalouse. C'est pourquoi Marius, attiré par Éponine, a rejoint ses amis insurgés sur une barricade. Mais il devra néanmoins la vie à Éponine, qui se sacrifiera en recevant à sa place la balle qui lui était destinée. Avant d'expirer, Éponine lui remet la lettre de Cosette.
C'est en décachetant la réponse de Marius à Cosette qui dort, que Valjean, d'abord jaloux, décide d'aller à la barricade pour découvrir qui est ce Marius. Là-bas, il se rend utile sans blesser qui que ce soit. Il y retrouve Javert, prisonnier des insurgés, qui était là pour les espionner mais qui a été démasqué par un gamin, Gavroche, le fils cadet des Thénardier. Quand vient le moment d'exécuter Javert, Valjean se propose de le faire. Il l'entraîne à l'écart et lui sauve la vie en le laissant s'enfuir et lui donnant son adresse, puis tire en l'air pour que les insurgés croient qu'il l'a abattu.
Lors de l'assaut final de la barricade, Marius est gravement blessé, et Valjean le transporte inconscient sur son dos en s'échappant par les égouts. Arrivé à l'une des sorties malheureusement cadenassée, Valjean rencontre Thénardier qui se cache dans ce tunnel car la police est en faction dehors. Thénardier, utilisant encore l'un de ses stratagèmes, échange la clé du cadenas contre un peu d'argent tout en déchirant subrepticement un morceau du manteau de Marius qu'il prend pour un cadavre détroussé par Valjean. Comme Thénardier l'avait prévu, Valjean est arrêté par Javert qui a repris son service au petit matin.

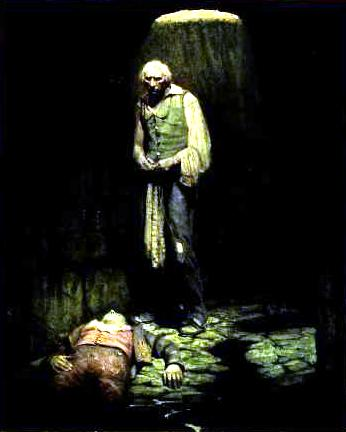
Jean Valjean sauve Marius en descendant dans les égouts. Illustration de Mead Schaeffer (1900)
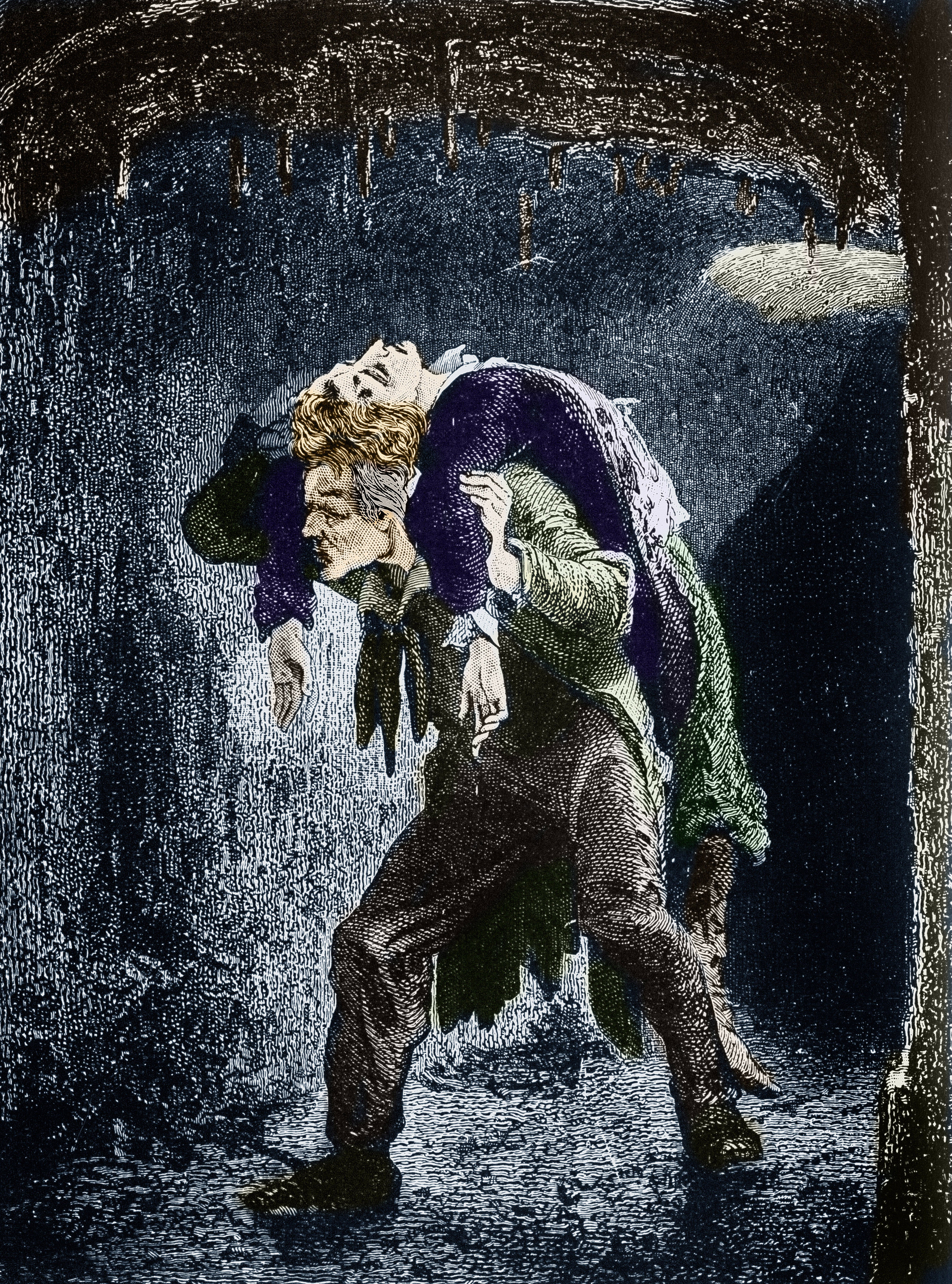
Jean Valjean porte Marius blessé à travers l'intestin du Léviathan. Illustration de Fortuné Méaulle (vers 1879-1882).
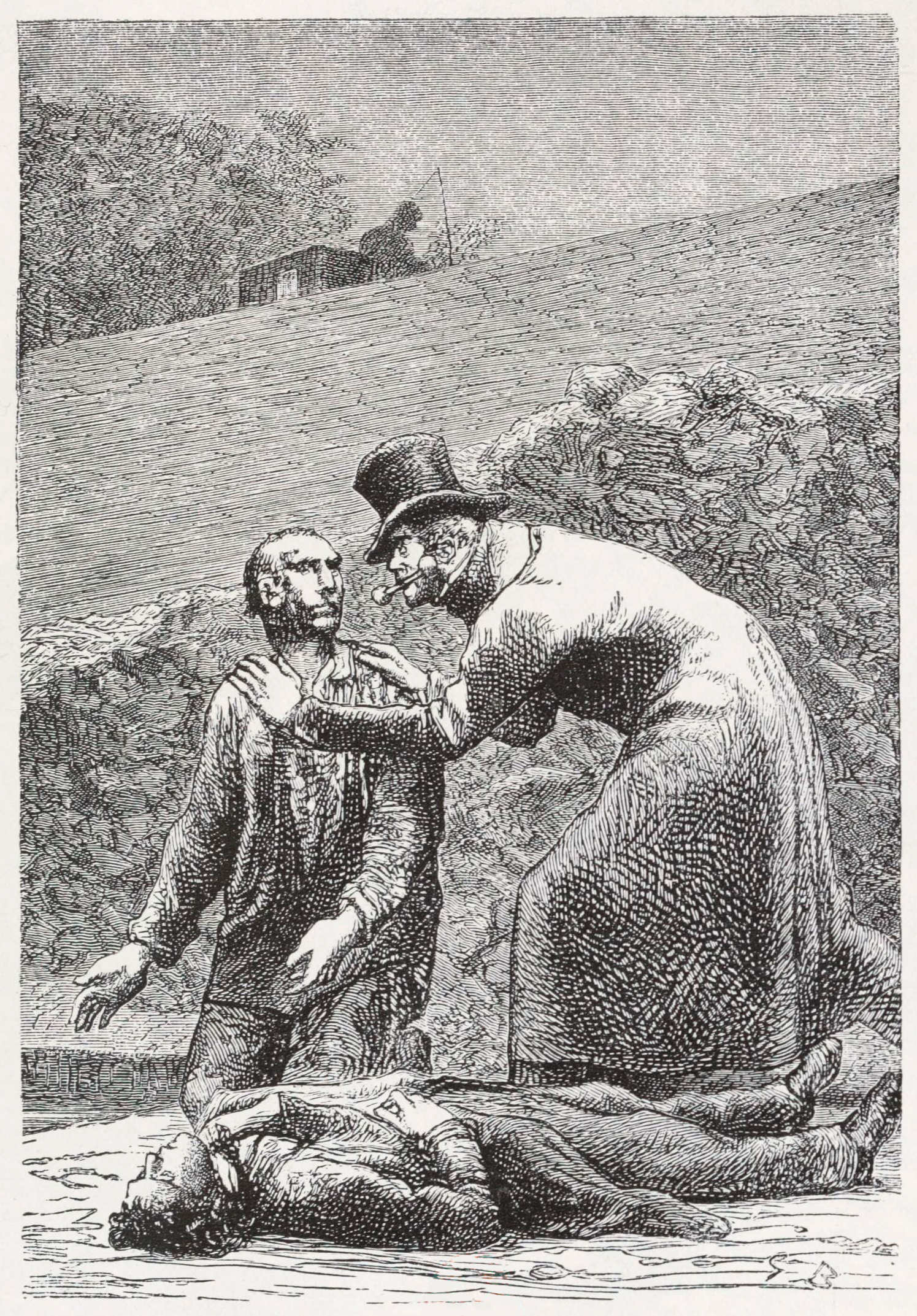
Jean Valjean dépose Marius blessé devant Javert à la sortie des égouts le soir du 6 juin 1832. Illustration de Gustave Brion.

Valjean demande à Javert de lui permettre de déposer le blessé à l'adresse inscrite sur le bout de papier trouvé dans la poche de Marius. Javert le lui accorde. Enfin, Valjean lui demande aussi de pouvoir faire ses adieux à Cosette, ce à quoi Javert consent encore.
En attendant Valjean devant son domicile, Javert est confronté pour la première fois de sa vie à un terrible dilemme. Il est écartelé entre le crime de laisser libre le forçat Valjean et le crime d'arrêter cet homme qui n'est plus à ses yeux le criminel qu'il pourchasse depuis longtemps. En plein conflit intérieur et incapable de décider, Javert quitte le domicile de Valjean et se suicide en se jetant dans la Seine. Lorsque Valjean sort de chez lui, il est stupéfait de ne plus y retrouver Javert.
Valjean, libéré de Javert, fait passer le bonheur de Cosette avant le sien et ne peut rien faire de mieux que de consentir à ce qu'elle épouse Marius. Mais, il est évident que sans elle, il n'est pas heureux. Il va quand même chercher ses 600 000 francs qui constitueront la dot de Cosette. Il s'invente une nouvelle vie aux yeux de Cosette, et il s'abstient d'aller à son mariage, à l'aide d'une blessure inventée, pour ne pas commettre un faux en écriture en signant l'acte de mariage. La nuit qui suit la cérémonie est une horreur pour Valjean. Dans sa logique de rédemption, il se doit de révéler sa véritable identité à Marius, mais il ne veut quand même pas perdre Cosette à tout jamais. Le lendemain des noces, Valjean, maintenant qu'il a confié celle qui était sa raison de vivre à un autre homme, dévoile à Marius qui il est réellement. D'abord stupéfait, celui-ci, sachant combien Cosette aime « son père », permet à Valjean de rendre visite à Cosette chaque soir, puis il commence à douter. Il fait alors une association entre « le forçat évadé » et celui qu'il se rappelle s'être proposé pour abattre le policier Javert, dont il a eu la confirmation du décès lors de l'insurrection. En faisant des recherches sur la vie passée de Valjean, il trouve le fait que Valjean a été maire à Montreuil, mais, faisant des fausses conclusions, il croit comprendre que Valjean a tué « le vrai Monsieur Madeleine » pour s'emparer de sa fortune. D'où il conclut que la dot de Cosette est d'argent malhonnête, bien que Valjean lui eût juré le contraire, et n'y touche pas. Marius décide qu'il est préférable que Cosette et lui n'aient plus de contact avec Valjean et commence lentement à le faire comprendre à Valjean sans lui parler directement. Cependant, Marius s'interroge toujours sur l'identité de celui qui lui a sauvé la vie sur la barricade.

### 64 ans (1833)

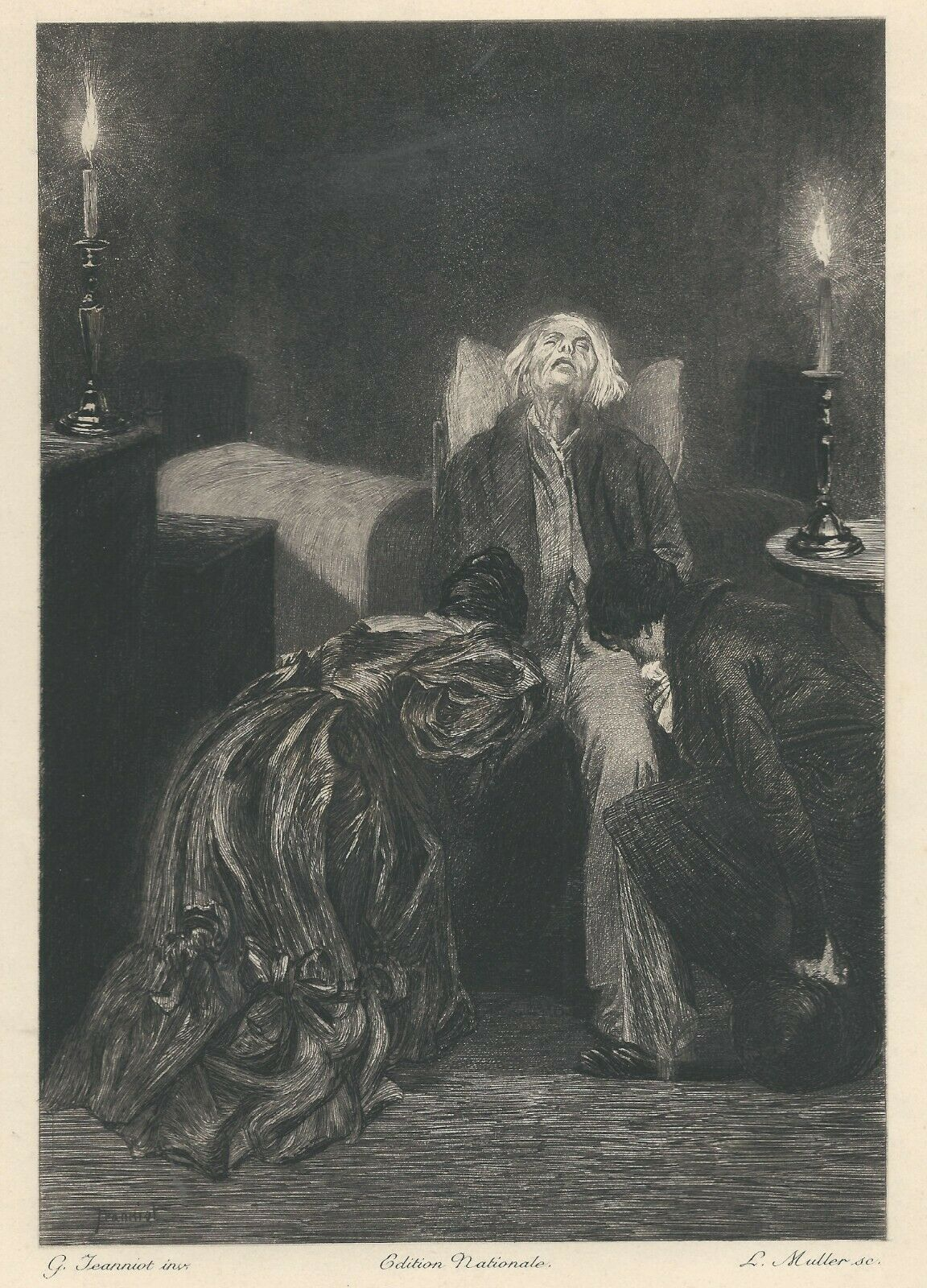
La mort de Jean Valjean.
Gravure de Louis Muller d'après une illustration de Pierre Georges Jeanniot, 1891.

En juin 1833, Thénardier se présente sous un faux nom (Thénard) au domicile de Marius et de Cosette. Il vient pour vendre « un secret » à celui qui est à présent « Monsieur le baron de Pontmercy », car Marius a pris le titre de noblesse légué par son père. Marius, croyant tout savoir sur Valjean, n'est pas intéressé. Mais, quand Thénardier lui prouve que toutes ses conclusions sur Valjean sont fausses (notamment que « Monsieur Madeleine » et Valjean sont une seule et même personne et que Valjean n'a donc pas assassiné « Monsieur Madeleine »), il consent à l'écouter.
Marius a bien sûr reconnu Thénardier, dont le « secret » consiste en un ramassis de ce que ce scélérat considère comme des « preuves » monnayables pouvant discréditer Jean Valjean. Contrairement aux attentes de Thénardier, ces « preuves » vont être autant d'éléments qui vont non seulement disculper Jean Valjean, mais le révéler comme le saint qu'il est devenu. Lorsque Thénardier montre à Marius le morceau de tissu prélevé sur le manteau de « l'homme assassiné par Valjean », toute la lumière se fait alors dans l'esprit du jeune homme. Plus que la découverte de l'identité de son sauveur, Marius mesure la dimension humaine de Valjean et comprend qu'il se sacrifie pour ne pas troubler le bonheur de Cosette tout en expiant ses fautes.
Marius se précipite avec Cosette chez Valjean, mais celui-ci est au seuil de l'agonie. Jean Valjean retrouve le sourire avec Cosette à ses genoux et Marius auprès de lui. Contemplant les deux chandeliers qui symbolisent sa promesse faite à l'évêque de Digne, il meurt heureux près de celle qui a été toute sa vie et sa rédemption. Juste avant sa mort, il demande à Cosette et Marius de réaliser sa dernière volonté : l'enterrer dans un endroit sans nom sur sa tombe, et si Cosette lui rend de temps en temps une visite, cela lui fera plaisir, de même pour monsieur Pontmercy (Marius). Après cela il expire. Victor Hugo a même évoqué quelque ange qui est prêt à accueillir l'âme dudit Valjean :
« La nuit était sans étoiles et profondément obscure. Sans doute, dans l'ombre, quelque ange immense, était debout, les ailes déployées, attendant l'âme. »
Le dernier chapitre du livre nous relate l'inhumation de Valjean au cimetière du Père-Lachaise dans un tombeau sans nom et loin de tous les autres. Seulement, quelqu'un a écrit quatre lignes sur la pierre. Voici l'ultime texte intégral pour boucler ce livre (Tome V. Jean Valjean – Livre neuvième : Suprême ombre, suprême aurore – Chapitre 6. L'herbe cache et la pluie efface) :
Il y a, au cimetière du Père-Lachaise, aux environs de la fosse commune, loin du quartier élégant de cette ville, des sépulcres, loin de tous ces tombeaux de fantaisie qui étalent en présence de l'éternité les hideuses modes de la mort, dans un angle désert, le long d'un vieux mur, sous un grand if auquel grimpent les liserons, parmi les chiendents et les mousses, une pierre. Cette pierre n'est pas plus exempte que les autres des lèpres du temps, de la moisissure, du lichen, et des fientes d'oiseaux. L'eau la verdit, l'air la noircit. Elle n'est voisine d'aucun sentier, et l'on n'aime pas à aller de ce côté-là, parce que l'herbe est haute et qu'on a tout de suite les pieds mouillés. Quand il y a un peu de soleil, les lézards y viennent. Il y a, tout autour, un frémissement de folles avoines. Au printemps, les fauvettes chantent dans l'arbre.
Cette pierre est toute nue. On n'a songé en la taillant qu'au nécessaire de la tombe, et l'on n'a pris d'autre soin que de faire cette pierre assez longue et assez étroite pour couvrir un homme.
On n'y lit aucun nom.
Seulement, voilà de cela des années déjà, une main y a écrit au crayon ces quatre vers qui sont devenus peu à peu illisibles sous la pluie et la poussière, et qui probablement sont aujourd'hui effacés :
Il dort. Quoique le sort fût pour lui bien étrange,

Il vivait. Il mourut quand il n'eut plus son ange ;

La chose simplement d'elle-même arriva,

Comme la nuit se fait lorsque le jour s'en va.

## Le modèle du personnage
En 1845, Victor Hugo entreprend une grande fresque épique qu'il intitule d'abord Les Misères, dans laquelle le personnage principal se nomme Jean Tréjean. Un autre nom qu'il avait considéré avant était Jean Sous ou Sou. Il interrompt sa tâche en février 1848, puis, durant son exil, il se remet à l'écriture des Misérables de 1860 à 1862 à Guernesey, et Jean Tréjean est devenu Jean Valjean.

### Pierre Maurin (le vol du pain)
En 1879, soit près de 17 ans après la parution des Misérables, un journaliste, Armand de Pontmartin affirme connaitre l'existence d'un personnage dont le destin aurait inspiré le personnage de Jean Valjean. Le modèle de départ de Jean Valjean s'appellerait Pierre Maurin et aurait été condamné à Forcalquier en 1801 à cinq années de bagne pour vol d'un pain, ce qu'il avait fait pour nourrir les sept enfants affamés de sa sœur : « Puis, tout en sanglotant, il élevait sa main droite et l'abaissait graduellement sept fois, et par ce geste on devinait que la chose quelconque qu'il avait faite, il l'avait faite pour vêtir et nourrir sept petits enfants. » De même que Jean Valjean est transformé par sa rencontre avec Mgr Myriel, Pierre Maurin aurait été transformé par sa rencontre avec Mgr Miollis, qui aurait eu lieu en octobre 1806. Ayant hébergé l'ancien forçat, l'évêque de Digne aurait cherché à le réhabiliter et l'aurait fait affecter au service de son frère le général de Miollis. Ce dernier aurait employé Pierre Maurin comme infirmier et brancardier sur le champ de bataille, et se serait félicité de sa bravoure et de son désintéressement. Pontmartin affirme avoir recueilli le témoignage d'un chanoine, le père Angelin, au service de Mgr Miollis. Cette version est reprise par de nombreux auteurs (Gustave Simon, André Maurois, etc.). Mais en 1962, cette version est mise en doute par Jean Pommier, qui précise qu'il n'y a aucune trace historique corroborant l'existence d'un chanoine nommé Angelin dans l'entourage de Miollis, ni de condamnation dans les registres de Forcalquier d'un Pierre Maurin et suggère que ces personnages seraient une création littéraire de Pontmartin.
Dans le roman, Jean Valjean ne fait pas cinq ans de bagne mais dix-neuf ans par le jeu des différentes prolongations de peine pour tentatives d'évasion.
Dans les années 1840, Hugo assista à l'arrestation d'un autre voleur de pain. La vue de ce pauvre homme, qui allait pieds nus en hiver, l'avait vivement ému.[réf. nécessaire]

### Le sauvetage du matelot
Aussi, le sauvetage du matelot dans le chapitre 3, « Qu'il fallait que la chaîne de la manille eût subi un certain travail préparatoire pour être ainsi brisée d'un seul coup de marteau » du livre II. (Le vaisseau l'Orion) du tome II. (Cosette sa fille adoptive), n'est pas inventé. Victor Hugo se réfère au récit qu'il a reçu relatant le sauvetage d'un matelot par un forçat et qui est pratiquement écrit avec les mêmes mots employés par Hugo. Seulement, le forçat ne s'était pas évadé.

### Eugène-François Vidocq
Le physique de Jean Valjean a été inspiré par Eugène-François Vidocq. Comme celui-ci, Valjean est extrêmement fort. Encore une autre caractéristique qui lie les deux hommes : Vidocq, comme Valjean, a toujours essayé de redevenir honnête homme et c'était seulement son passé de forçat qui l'en empêchait. Quand il était libre, il se conduisait à merveille (du moins, d'après ses propres affirmations). Son seul problème était de devoir vivre sous un faux nom.
Le sauvetage du vieux Fauchelevent est aussi une action faite par Vidocq : en janvier 1828, quand il était manufacturier à Saint-Mandé, il sauva un de ses ouvriers en soulevant la charrette qui était tombée sur lui.

### Napoléon Bonaparte
Ces liens se trouvent le plus dans les dates : les deux sont nés en 1769 ; les dates de l'emprisonnement et de la libération de Valjean sont celles de l'ascension et de la chute de Napoléon Bonaparte (1796, première campagne d’Italie-1815, Waterloo). Le 22 avril 1796, quand Valjean part pour Toulon, c'est la date de la première victoire de Napoléon. Les années des tentatives d'évasion de Valjean sont aussi des dates importantes pour Napoléon : 1800 (Marengo), 1802 (Consulat à vie), 1806 (Iéna) et 1809 (Wagram). Napoléon meurt en 1821, quand Valjean vit encore. Mais l'évêque de Digne meurt en 1821.
Valjean prend le même chemin pour aller de la Méditerranée à Digne que Napoléon ; ce dernier est souvent mentionné dans le premier chapitre du second livre (Le soir d'un jour de marche).

### Victor Hugo
Parmi les actions de Jean Valjean se trouvent des faits accomplis par Victor Hugo lui-même :
- l'arrestation de Fantine et M. Madeleine qui s'y oppose. Hugo avait assisté à l'arrestation d'une fille publique, qui avait, disait-on, attaqué un bourgeois. Hugo, qui avait vu la querelle, exigea qu'on la remît en liberté et l'obtint (fait raconté dans le recueil posthume Choses vues)[16],[17] ;
- Jean Valjean sur la barricade se rendant utile sans blesser personne. Ce fut en décembre 1851 la conduite de Hugo : « Non, lui ai-je dit. Je resterai ici sans fusil. Je n'entre qu'à moitié dans la guerre civile. Je veux bien y mourir, je ne veux pas y tuer. » (Histoire d'un crime).

### Matricules
Jean Valjean porte successivement au bagne les matricules 24601 et 9430. Victor Hugo attache beaucoup d'importance au fait que le bagne et la société détruisent l'identité sociale des individus qui ne sont plus que des numéros,. Il en fait même un titre de chapitre « Le numéro 24601 devient le numéro 9430 ».
Des hypothèses ont été émises concernant la signification des deux numéros de bagnard de Jean Valjean :
- 24601 serait le 24 juin 1801, date où Victor Hugo aurait été conçu. Hugo est certes né huit mois plus tard, mais il était prématuré[21] ;
- 9430 peut être traduit comme septembre/1843/abîme[22],[21]. C'est en septembre 1843 que Hugo a perdu sa fille aînée Léopoldine, qui s'est noyée dans un accident. Et dans le roman, en novembre 1823, Jean Valjean fait semblant de se noyer en tombant depuis le vaisseau L'Orion.

Le matricule 24601 est suffisamment célèbre pour être repris plusieurs fois :
- en astronomie, l'astéroïde no 24601 est nommé Valjean ;
- dans l'épisode Le Quatuor d'Homer des Simpson, on apprend que c'était également le numéro de prisonnier de Seymour Skinner pendant la guerre du Viêt Nam[23] ;
- dans L'Inqualifiable Crime de haine de Cartman de la série animée South Park, Cartman a le numéro 24601[24].

## Jean Valjean à l'écran et à la scène

### Cinéma et télévision
Jean Valjean a été interprété au cinéma et à la télévision par de nombreux acteurs français et étrangers :
- Maurice Costello, 1909, version de James Stuart Blackton.
- Henry Krauss, 1912, version d'Albert Capellani.
- William Farnum, 1917, version de Frank Lloyd.
- Gabriel Gabrio, 1925, version d'Henri Fescourt.
- Harry Baur, 1934, version de Raymond Bernard.
- Fredric March, 1935, version de Richard Boleslawski.
- Gino Cervi, 1948, version de Riccardo Freda.
- Michael Rennie, 1952, version de Lewis Milestone.
- Jean Gabin, 1958, version de Jean-Paul Le Chanois.
- Jean Chevrier, 1961, version TV d’Alain Boudet.
- Georges Géret, 1972, version TV de Marcel Bluwal.
- Richard Jordan, 1978, version TV de Glenn Jordan.
- Lino Ventura, 1982, version de Robert Hossein.
- Bernard Woringer (voix), 1992, version animée de Thibaut Chatel[25].
- Jean-Paul Belmondo, 1995, version de Claude Lelouch (action transposée durant la Seconde Guerre mondiale).
- Liam Neeson, 1998, version de Bille August.
- Gérard Depardieu, 2000, version TV de Josée Dayan.
- Hugh Jackman, 2012, version de Tom Hooper (adaptation de la comédie musicale de Claude-Michel Schönberg).
- Dominic West, 2018, mini-série de Tom Shankland.

### Théâtre
- Jean Marais, 1975-76, Théâtre de l'Agora à Ivry puis Théâtre des Célestins à Lyon
- Maurice Barrier, 1980, comédie musicale française d'Alain Boublil et Claude-Michel Schönberg
- Kyle Jean-Baptiste (en)[26], 2015. Premier acteur afro-américain à avoir incarné Jean Valjean dans la comédie musicale Les Misérables présentée à Broadway. Âgé de seulement 21 ans, il est accidentellement décédé le 28 août 2015[27].
- Anthony Molina-Diaz, 2018. Adaptation de Stephen Shank et Patrick de Longrée, mise en scène de Jacques Neefs. Citadelle de Namur[28].
- Christophe Delessart, 2017-2018. Mise en scène d'Elsa Saladin, Festival d'Avignon Off, Théâtre Essaion Paris, A la Folie Théâtre, deux nominations aux P’tits Molières 2017.